# Vybírací otvor

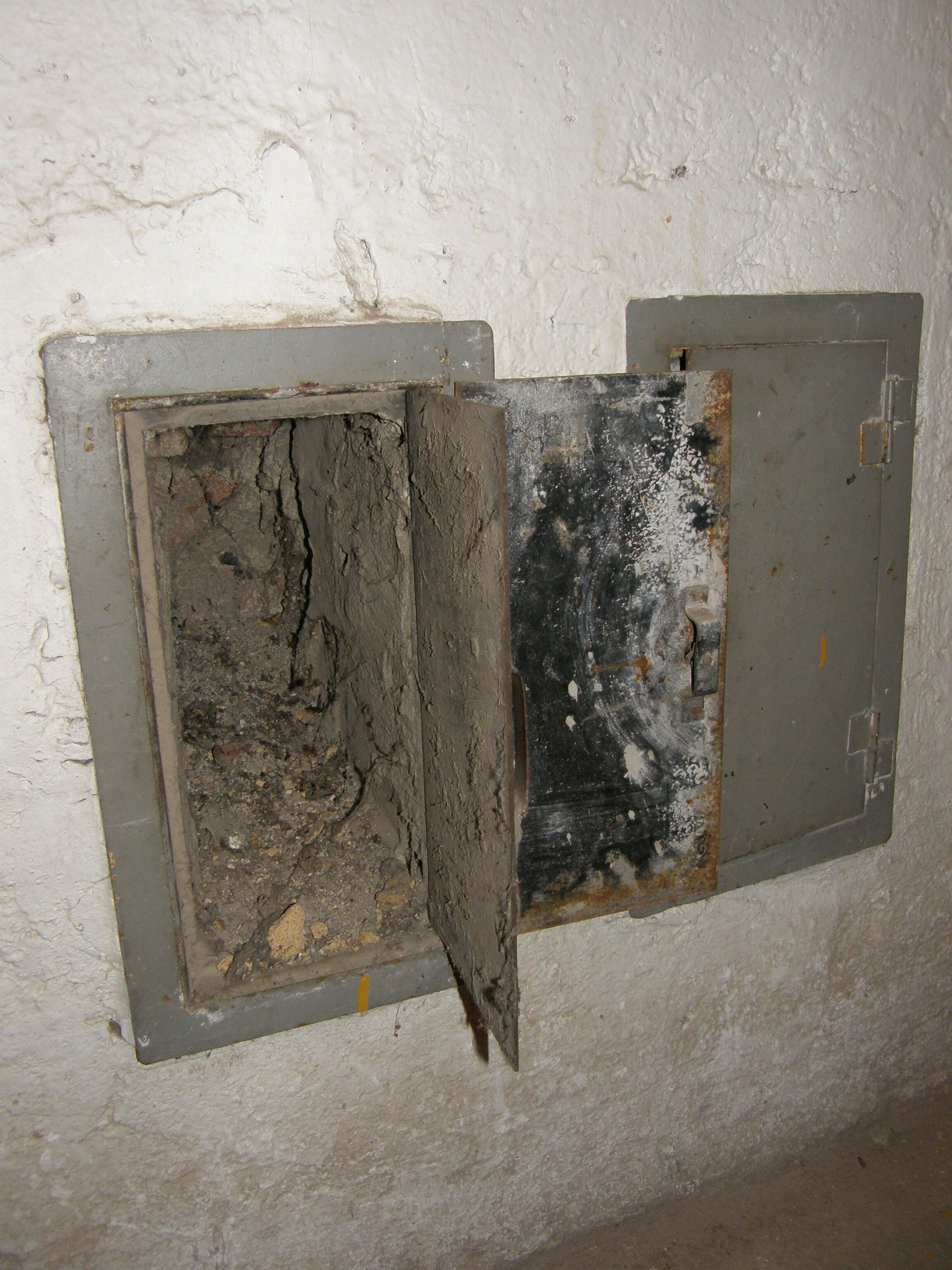
Vybírací otvor

Vybírací otvor slouží k vybírání sazí a popílku z komínových průduchů.
Zřizuje se v nejnižším bodě komína. Nejmenší rozměry vybíracího otvoru úzkých a středních průduchů musí být 120 × 250 mm, rozměry průlezných průduchů 450 × 600 mm. Jsou umístěny 30 až 100 cm nad nehořlavou podlahou. Dvojitá plechová dvířka jsou označena druhem paliva. Vybírací otvory dle norem ČSN nesmějí ústit do obytných místností, sálů, učeben, skladů s hořlavými látkami apod.
Půdice je nejnižší místo komínového průduchu. Musí být nejméně 30 cm a nejvíce 100 cm nad podlahou. Pro snadnou manipulaci a čištění je výhodné, je-li čisticí otvor otočen vůči připojení kouřovodu o 90°.